# 大島道太郎
大島 道太郎（おおしま みちたろう、1860年8月4日（万延元年6月18日） - 1921年（大正10年）10月5日）は、明治から大正時代の冶金学者。

## 経歴
盛岡藩士・大島高任の長男。1870年（明治3年）大学南校に入り、1878年（明治11年）大学理学部に転じドイツへ自費留学する。1881年（明治14年）3月、同国フライベルク鉱山学校（現フライベルク工科大学）を卒業し、冶金工師の学位を得て帰朝する。1890年（明治23年）2月、宮内省御料局技師に任じ、1891年（明治24年）工学博士。1896年（明治29年）農商務省製鉄所技監となり、八幡製鉄所の創業に尽くした。1899年（明治32年）6月、製鉄所技術長兼工務部長に進んだ。この間、東北各地の鉱山開発に従事し、生野鉱山技師や大阪製煉所所長を歴任した。1908年（明治41年）東京帝国大学教授となった。

## 親族
- 父：大島高任（盛岡藩士、鉱山学者）[1][2]
- 妻・ふさ（1865-1947） - 佐賀県士族徳永贇の二女[3]、大隈重信養女[4]
- 長男・文郞（1889-1925） - 早世。妻は丹羽龍之助の娘[4]。娘婿に東大名誉教授（東京大学生産技術研究所）の大島康次郎（旧姓・渡辺）[4][5]。
- 長女・君（1900年生） - 白鳥敏夫の妻[4]
- 姉・繁（1857-1940） - 及川古志郎、及川奥郎の母[4]
- 妹・久（1866-1962） - 大久保利通の甥山田直矢の妻。子に山田伸雄。[4]